# Alte Hauptstraße 1, 2, 2a, 5–17, 41, 42, 44–47, 47a, 48–56 (Oppin)

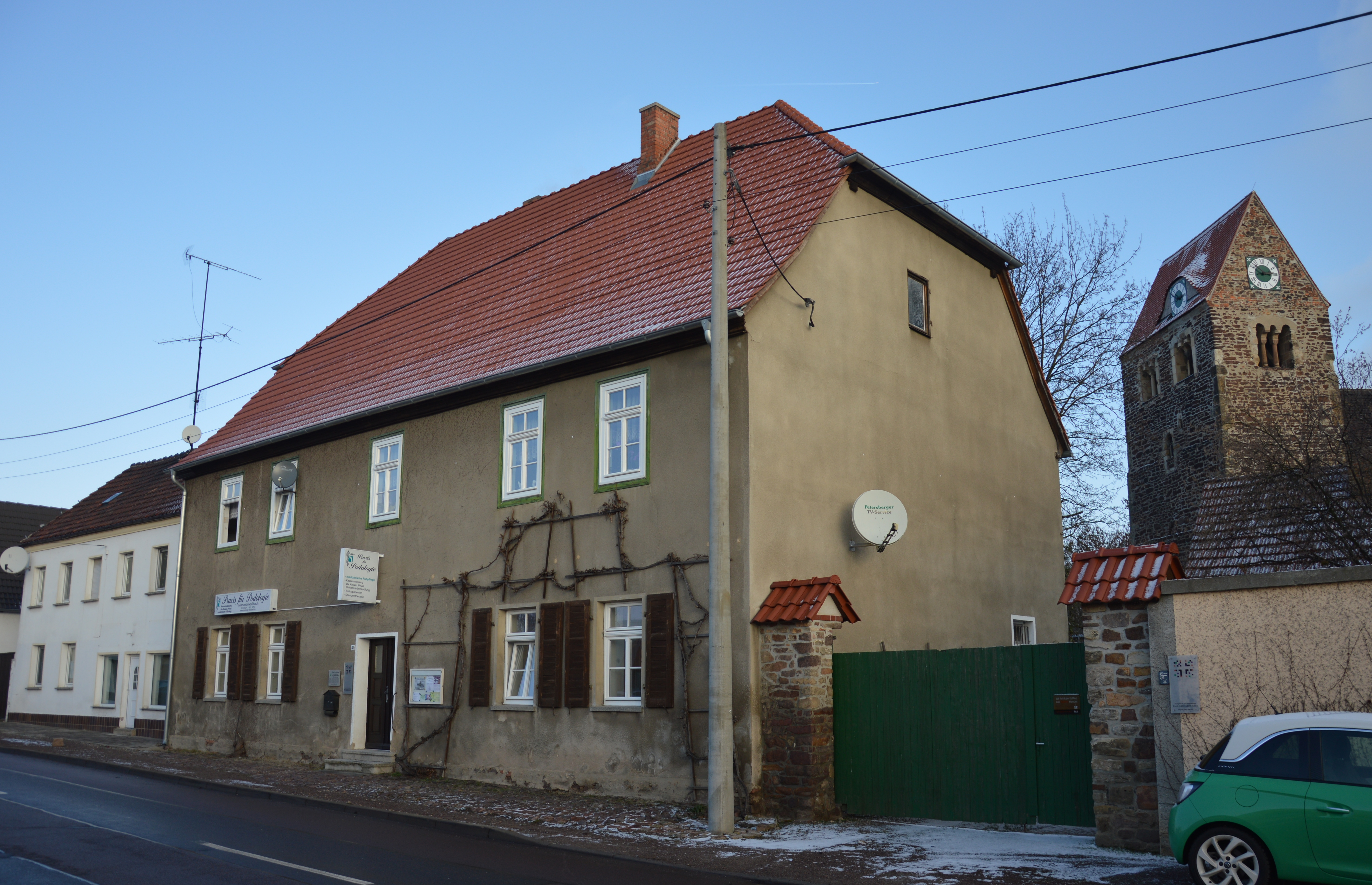
Alte Hauptstraße in Oppin

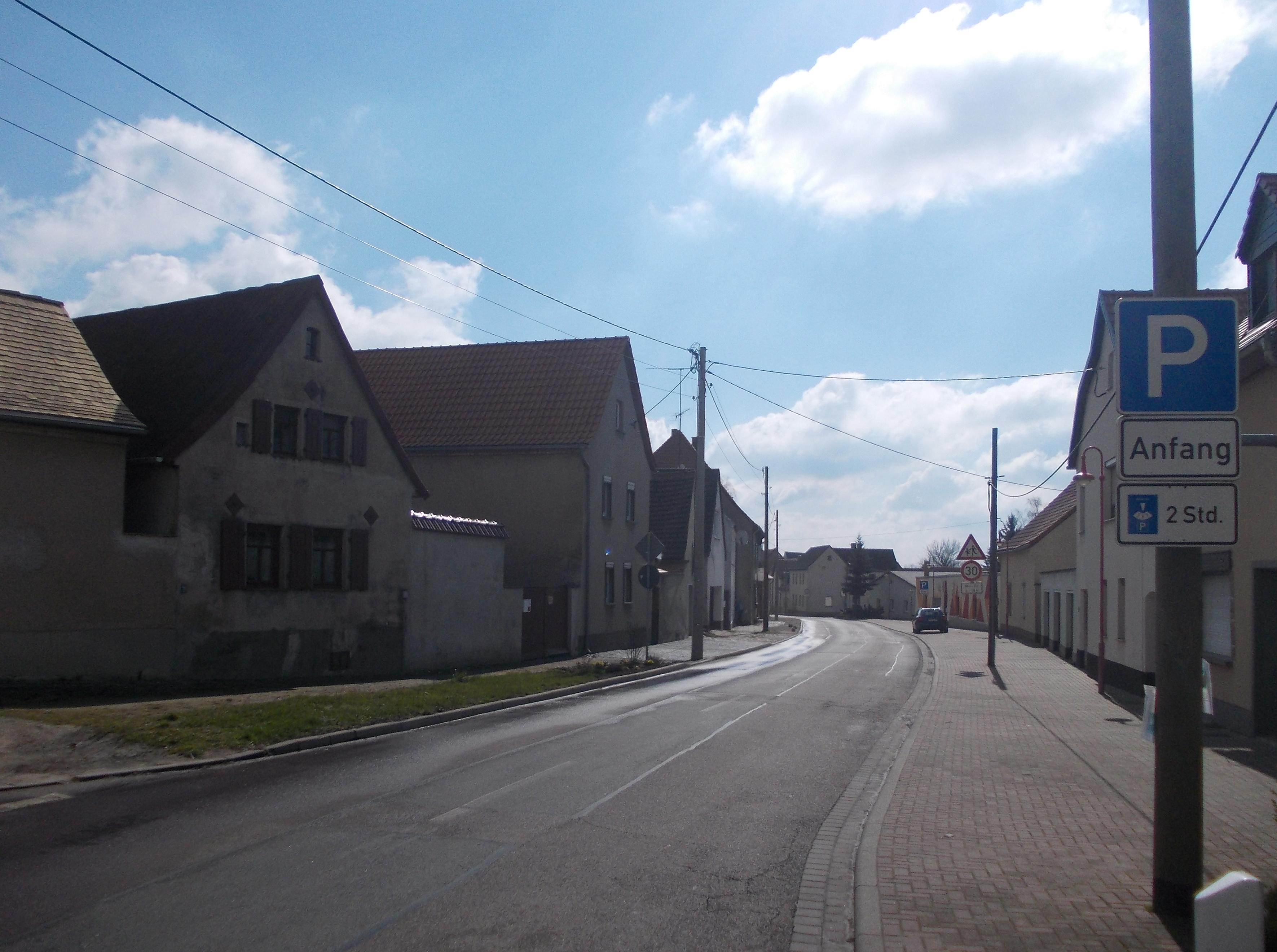
Blick durch die Alte Hauptstraße

Alte Hauptstraße 1, 2, 2a, 5–17, 41, 42, 44–47, 47a, 48–56 ist die im Denkmalverzeichnis genutzte Bezeichnung eines denkmalgeschützten Straßenzuges im zur Stadt Landsberg in Sachsen-Anhalt gehörenden Ortsteil Oppin.
Der Straßenzug Alte Hauptstraße zieht sich mit mehreren Windungen als Hauptstraße von West nach Ost durch den Ortskern von Oppin. Zum Denkmalbereich gehören auch die als Einzeldenkmale ausgewiesenen Baudenkmale Alte Hauptstraße 10 und Alte Hauptstraße 12.
Der Denkmalbereich wird geprägt von einer lokaltypischen kleinteiligen Bebauung. Die Häuser sind überwiegend giebelständig zur Straße angeordnet. Zum Denkmalbereich gehört auch die 1902 errichtete Schule des Orts. Am westlichen Ende befindet sich der Dorfgasthof, am östlichen die Sankt-Georg-und-Elisabeth-Kirche mitsamt Friedhof.
In der Vergangenheit war die Straße als Hauptstraße benannt.
Im örtlichen Denkmalverzeichnis ist der Straßenzug unter der Erfassungsnummer 094 55516 als Denkmalbereich verzeichnet.